# Eduard Baneth
Eduard (Ezekiel) Baneth (9 août 1855 à Liptovský Mikuláš en Slovaquie - 7 août 1930 à Berlin en Allemagne) est un rabbin orthodoxe allemand, d'origine slovaque, diplômé rabbin du Séminaire rabbinique Hildesheimer de Berlin.

## Biographie
Eduard (Ezekiel) Baneth est né le 9 août 1855 à Liptovský Mikuláš, en Slovaquie,.
Il est le fils du rabbin Yerachmiel Dov (Bernahard, Bernard) Banet, Av Beth Din de Liptovský Mikuláš (1815, Szécsény, Hongrie-21 octobre 1871) et de Rivka Golda Baneth (Stössel) (19 mai 1824, Liptovský Mikuláš, Slovaquie-14 juin 1916, Liptovský Mikuláš, Slovaquie).